# Аксурка
Аксурка (тат. Савырлар) — село в Вагайском районе Тюменской области, административный центр сельского поселения Аксурское.

## История
Название происходит от речки Аксурка (Ак — белая, су — вода). Первое упоминание деревни Одинцевой в метрических книгах Петропавловского прихода села Берёзовского от 8.07.1731 года.
В селе есть школа основанная в 1925 году. 
В 1920-е появилась коммуна «Красный путь», затем «Новая жизнь», потом колхоз имени 22 съезда. На территории нынешнего сельсовета с 1952 по 1968 год существовал лесозаготовительный участок "Аксурский" Дубровинского леспромхоза объединения "Тюменьлеспром", включавший в себя мастерские участки Ближняя Киша, Дальняя Киша, Бурлук, Крапива. Контора участка находилась в посёлке Первомайка. В 50-е годы 20-го века руководителями участка являлись будущие Герои Социалистического труда Зайко-Спиридонов Сергей Михайлович (начальник) и Альшевский Михаил Иванович (технорук).

## География
Село находится недалеко от реки Иртыш.

## Население
| 2010 |
| ---- |
| 297  |

Основное население — сибирские татары.